# 果てない空
『果てない空』（はてないそら）は、日本の男性アイドルグループ・嵐の通算34枚目となるシングル。2010年11月10日にジェイ・ストームから発売された。

## 概要
- 前作「Dear Snow」から約1ヶ月ぶりのシングルとなる。

- 初回限定盤、通常盤の2形態での発売となり、それぞれ収録内容・ジャケット写真ともに異なる。

- 表題曲は、メンバーの二宮和也が出演している火9ドラマ『フリーター、家を買う。』の主題歌である。また、2009年10月期に放送された相葉雅紀出演のドラマ『マイガール』から5クール連続で、メンバー各々が主演した連続ドラマの主題歌を担当している。

- 両形態には、カップリング曲「あの日のメリークリスマス」を収録。

- 初回限定盤には、表題曲のビデオ・クリップ+メイキング映像+フォトギャラリーを収録。

- 通常盤には、カップリング曲「STORY」「maboroshi」とオリジナル・カラオケ4曲を収録。

## その他
- 嵐としては、初めて1年で6枚ものシングルをリリースした事になった。2020年現在、1年に6枚及び4枚以上CDシングルをリリースしたのは、2010年が最後になっている。（デジタルシングルを含むと、2020年に7作リリースしている。）

- MVは、いくつもの小さな扉がついた巨大な扉と、その向こうに空が広がり床には水が溜められたセットで撮影が行われ、そこで5人が歌う様子などが収録されている。

- 2011年12月31日放送の『第62回NHK紅白歌合戦』では「迷宮ラブソング」とともに、今作を披露した。

## チャート成績
2010年11月22日付オリコン週間シングルチャートで初登場1位を獲得し、週間チャート1位獲得は通算30作となった。通算30作での1位獲得は、B'z、浜崎あゆみに続く史上3組目で、男性アーティストでは史上最速の記録達成となった。また、本作品の1位獲得により、嵐は2010年にリリースした6作すべてのシングルで1位を獲得したことになり、1年あたりの1位獲得数としては浜崎あゆみ（2001年）に並ぶ史上最多記録タイ、男性アーティストでは単独1位記録となった。初週売上は57.2万枚となり、デビューシングル「A・RA・SHI」の初週売上55.7万枚を抜いて当時自己最高。累計売上は69.4万枚。

## 収録曲

### CD
※は通常盤のみ収録。
1. 果てない空 [4:26]
作詞・作曲：QQ
編曲：ha-j
  - 二宮和也主演 フジテレビ系ドラマ『フリーター、家を買う。』主題歌
2. STORY※ [4:04]
作詞：小川貴史, alt
作曲：オオバコウスケ
編曲：吉岡たく
3. maboroshi※ [5:02]
作詞・作曲：小林建樹
編曲：宮野幸子
4. あの日のメリークリスマス [4:25]
作詞：Soluna
作曲：Takuya Harada
編曲：佐々木博史
5. 果てない空（オリジナル・カラオケ）※
6. STORY（オリジナル・カラオケ）※
7. maboroshi（オリジナル・カラオケ）※
8. あの日のメリークリスマス（オリジナル・カラオケ）※

### DVD
※初回限定盤のみ
1. 「果てない空」ビデオ・クリップ＋メイキング＋フォトギャラリー

## 収録アルバム
- Beautiful World（#1）
- ウラ嵐マニア（通常盤#2 - 4）
- 5×20 All the BEST!! 1999-2019（#1）
- ウラ嵐BEST 2008-2011（通常盤#2 - 4）

## 映像作品
果てない空
- ARASHI 10-11 TOUR "Scene"〜君と僕の見ている風景〜 DOME+
- ARASHI LIVE TOUR Beautiful World
- ARASHI Live Tour 2013 “LOVE”
- ARASHI BLAST in Miyagi
- ARASHI LIVE TOUR 2016-2017 Are You Happy?
- ARASHI Anniversary Tour 5×20

## カバー

### 果てない空
- Superfly - カバーアルバム『Amazing』（2025年6月18日発売、ユニバーサルシグマ）に収録。